# 屯門市中心

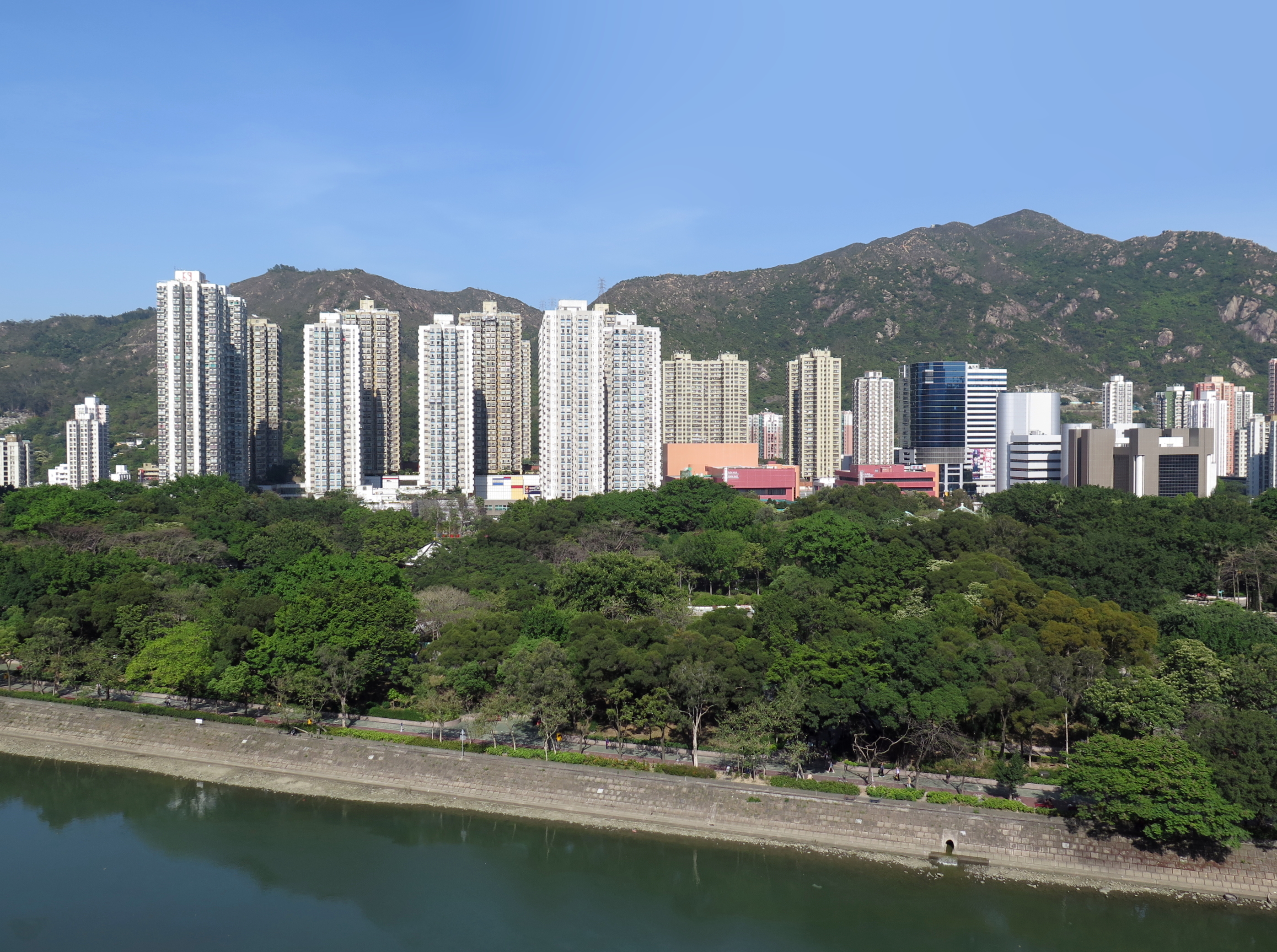
屯門市中心的住宅群

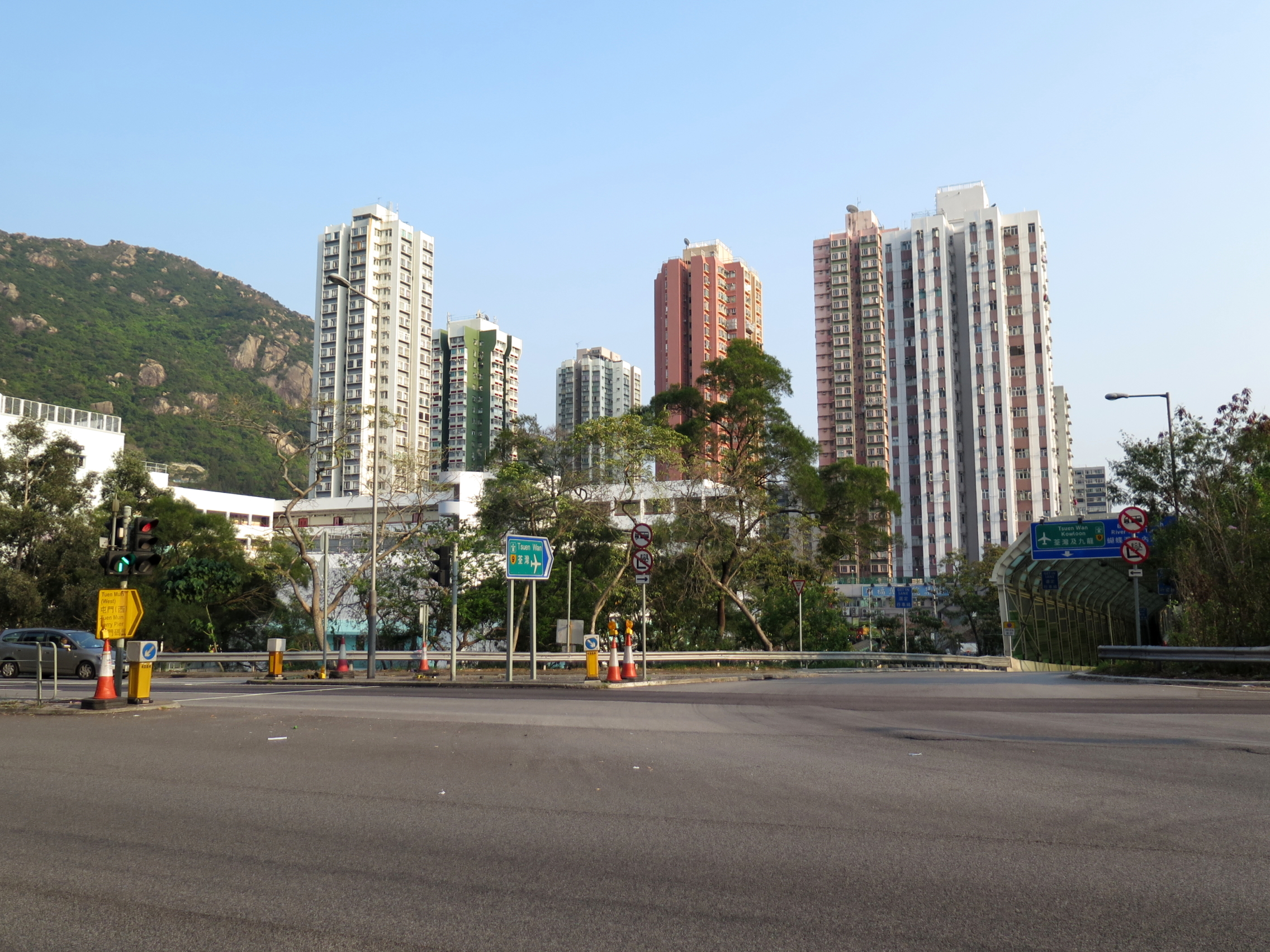
「置樂住宅區」

屯門市中心（英語：Tuen Mun Town Centre，亦稱Tuen Mun Central）是香港新界西部屯門新市鎮的核心商業及交通樞紐，作為屯門區的行政與經濟中心，其發展歷程見證了香港新市鎮規劃的演變。根據地政總署的界定，市中心範圍大致以杯渡路為北界、皇珠路為南界、東至屯門河，西接青山灣填海區，形成一個集公共設施、商業與住宅於一體的綜合發展區。
該區域自1970年代隨屯門新市鎮開發而逐步成形，現時涵蓋多個重要地標，包括屯門大會堂、屯門市廣場及V city等大型商場。根據2021年人口普查數據，屯門市中心分區（包括新墟等地）常住人口約為12萬，日間人口因通勤及商業活動更顯密集。區內交通網絡以屯門站為核心，整合西鐵綫、輕鐵及巴士路線，每日處理逾30萬人次客流。
在都市規劃方面，屯門市中心體現香港「自給自足」新市鎮理念，區內除零售業外，亦設有政府合署、屯門法院等公共機構。值得關注的是，隨着屯門至赤鱲角連接路通車及屯門南延綫規劃，該區正逐步強化其區域交通樞紐地位。然而，近年人口增長亦帶來交通擠塞及社區設施飽和等挑戰，相關議題持續在區議會討論中。

## 歷史
屯門市中心大部份土地都是從青山灣北部填海得來，由1970年代後期到1990年代初分階段發展；和沙田市中心一樣，都是在規劃新市鎮時已刻意劃定的，屯門新市鎮／屯門區最主要的建築皆位於此範圍。以下是屯門市中心及附近建築發展時序表：
- 1980年，安定邨及友愛邨入伙
- 1982年，置樂花園、華都花園、新都大廈及兆安苑入伙
- 1985年，屯門公園第一期開放
- 1986年，屯門政府合署啟用；錦華花園、凱德花園入伙
- 1987年，屯門文娛廣場、屯門大會堂及屯門裁判法院啟用；屯門市廣場第1期及錦暉花園入伙
- 1988年，屯門時代廣場及屯門市廣場第2期入伙
- 1989年，屯門公共圖書館及屯門中央郵政局啟用；彩華花園及康景花園入伙
- 1990年，恆順園入伙
- 1990年，冠峰園入伙
- 1992年，屯門市廣場第3期入伙
- 1994年，恆豐園入伙
- 1997年，怡峰園及屯門栢麗廣場入伙
- 2000年，龍成花園入伙
- 2013年，V city及上蓋住宅瓏門第1期入伙
- 2014年，瓏門第2期入伙
- 2018年2月，新都商場英皇戲院開幕
- 2024年，顯發邨入伙

## 規劃
屯門市中心與沙田市中心一樣，利用行人天橋系統連接各建築物。系統把屯門文娛廣場、屯門大會堂、屯門公共圖書館、屯門中央郵政局、屯門政府合署、屯門裁判法院、屯門市中心巴士總站、市中心站、屯門公園、屯門時代廣場、屯門市廣場、華都花園、新都大廈、錦華花園、屯門栢麗廣場及杯渡站連接起來。V City開業後，亦有行人天橋由屯門時代廣場連接至杯渡路以北的V City、瓏門及屯門站。
屯門市中心東南方是以置樂花園為首的中密度商住混合區，屯門居民多以「置樂」稱之；商店以地舖為主，和市中心全部是高密度住宅和大商場不同。

## 公共設施

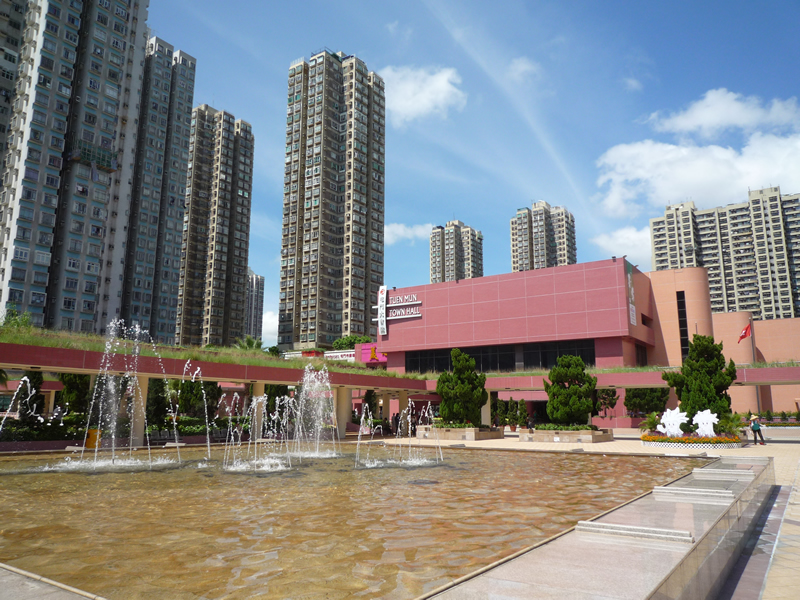
屯門文娛廣場

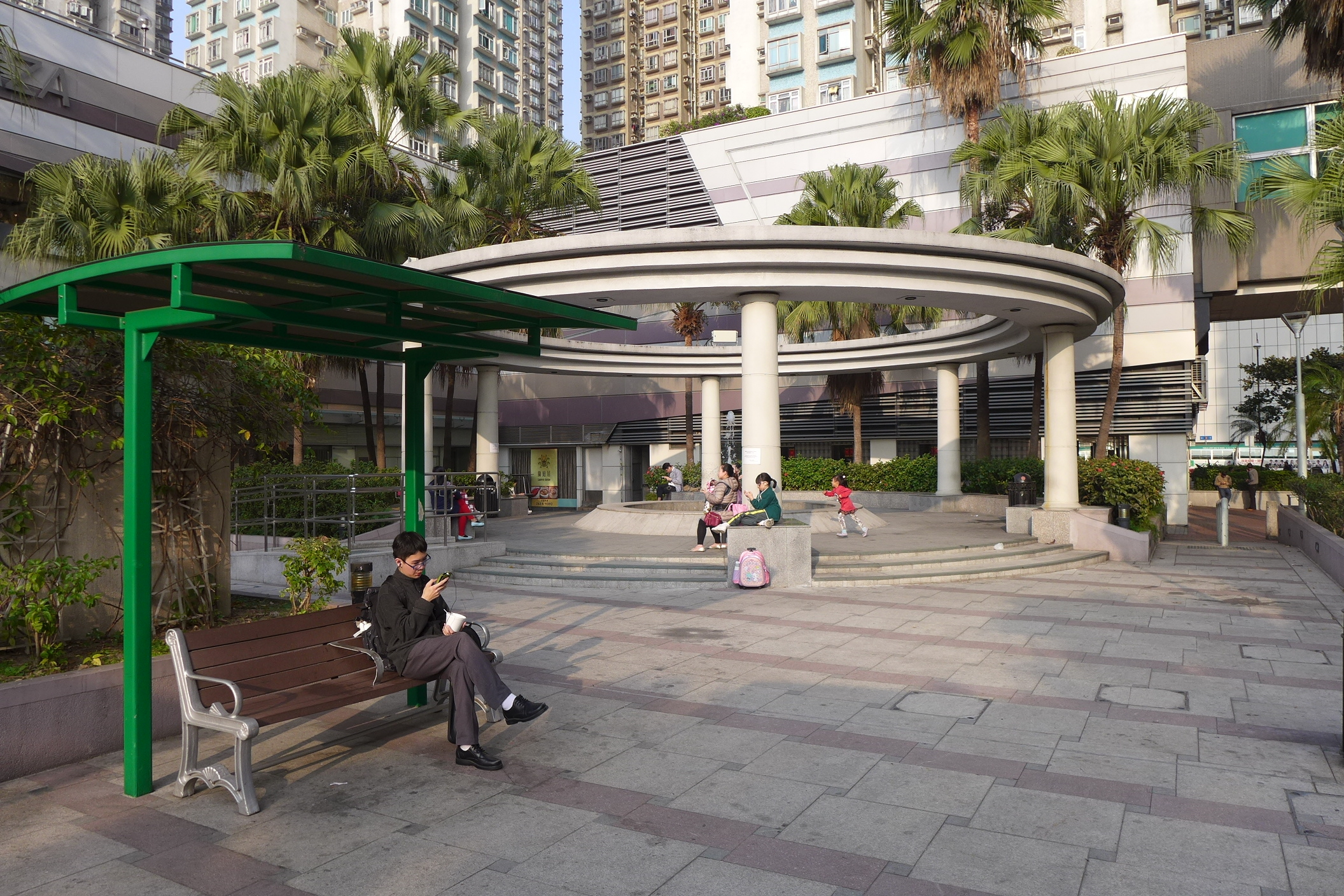
時代休憩處

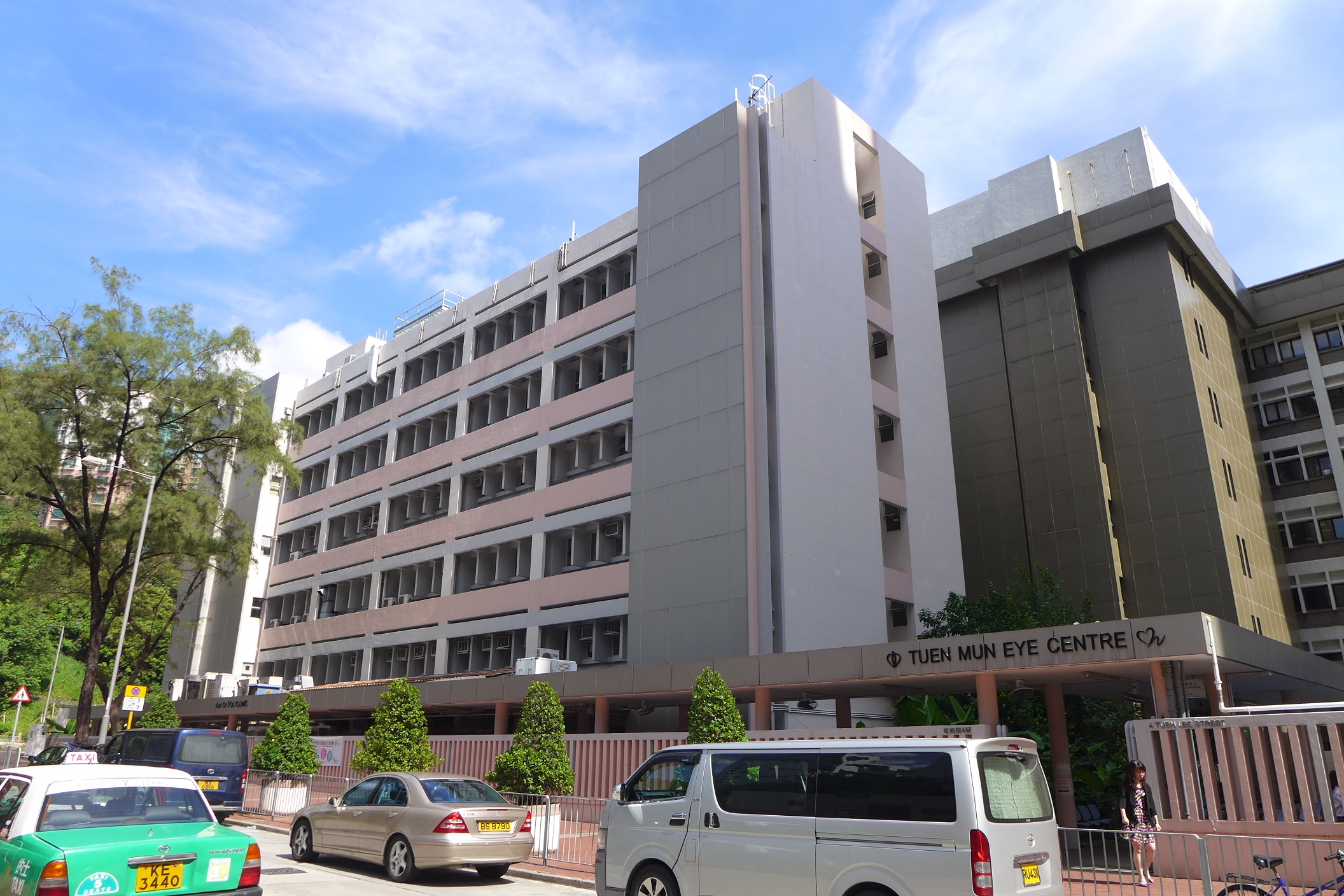
屯門眼科中心

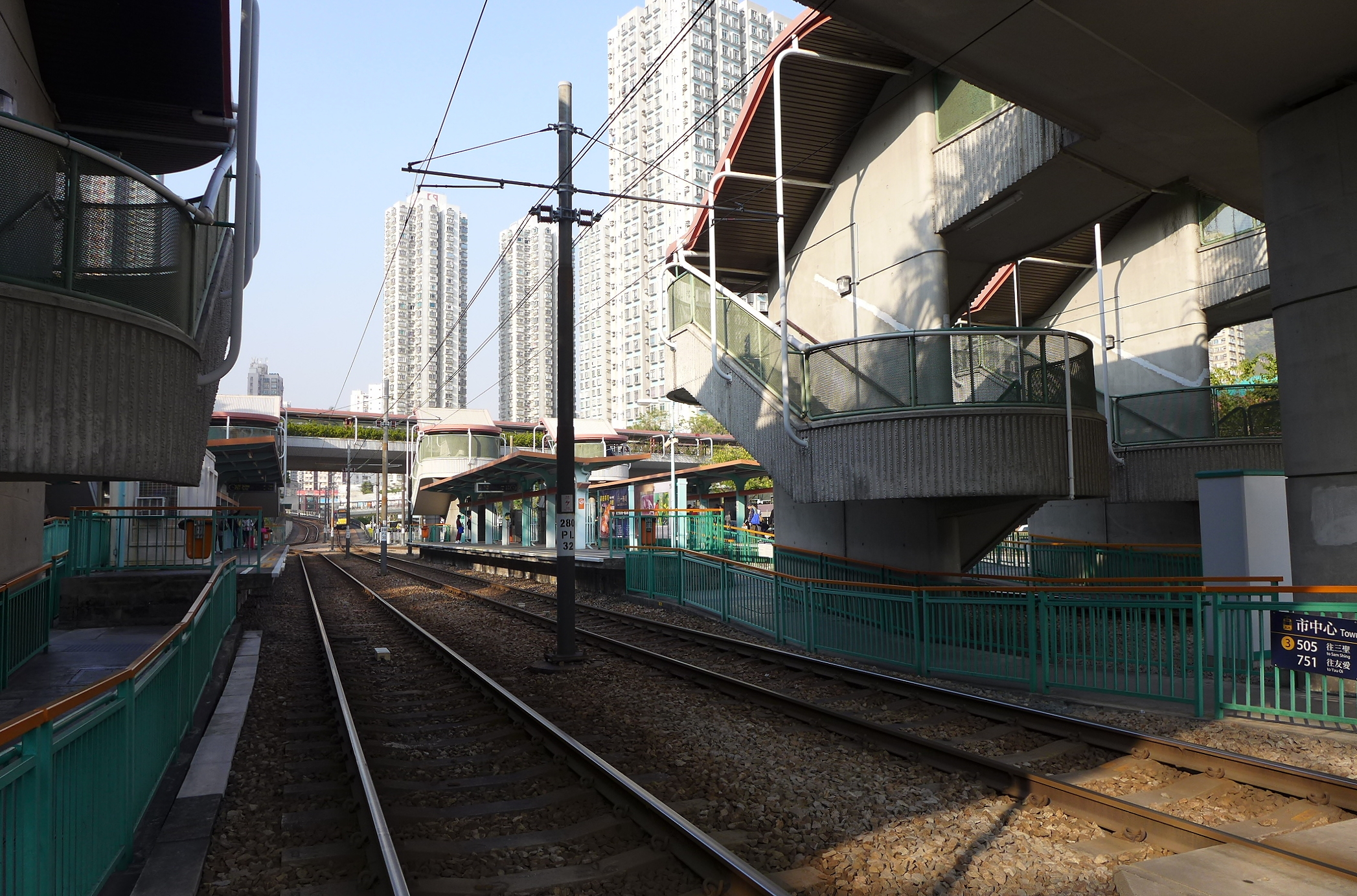
屯門輕鐵市中心站

屯門新市鎮以至屯門區最重要的多項公共設施，皆全部集中在屯門文娛廣場附近，包括屯門大會堂、屯門公共圖書館、屯門中央郵政局、屯門政府合署及屯門裁判法院；該處亦設天橋連接屯門公園及輕鐵市中心站，地面則有大型巴士總站。
華都商場及新都商場旁分別有博愛醫院歷屆總理聯誼會鄭任安夫人學校和仁愛分科診所、屯門眼科中心及屯門婦女健康中心。屯興路以南亦有屯門官立中學和廠商會蔡章閣中學。

## 社區環境
區內以高密度（30層以上）公寓式私人住宅為主，基座有行人天橋互相連接的大型商場，構成屯門最主要的商業購物地帶。其中屯門市廣場於1988年開業，為目前區內最大型商場，分為三期，並設空調行人天橋系統連接鄰近的屯門時代廣場、錦薈坊（錦華花園）、華都商場（華都花園）、新都商場（新都大廈）及屯門栢麗廣場（純商業，沒有住宅），成為連貫的購物中心區域。隨着西鐵綫（現屯馬綫）屯門站上蓋項目 V city（瓏門） 於2013年8月開業，亦有行人天橋連接市中心區。
「置樂」住宅區一帶則以地面商舖為主，青海圍及青山公路青山灣段周邊提供基本日常生活所需；區內設仁愛街市。

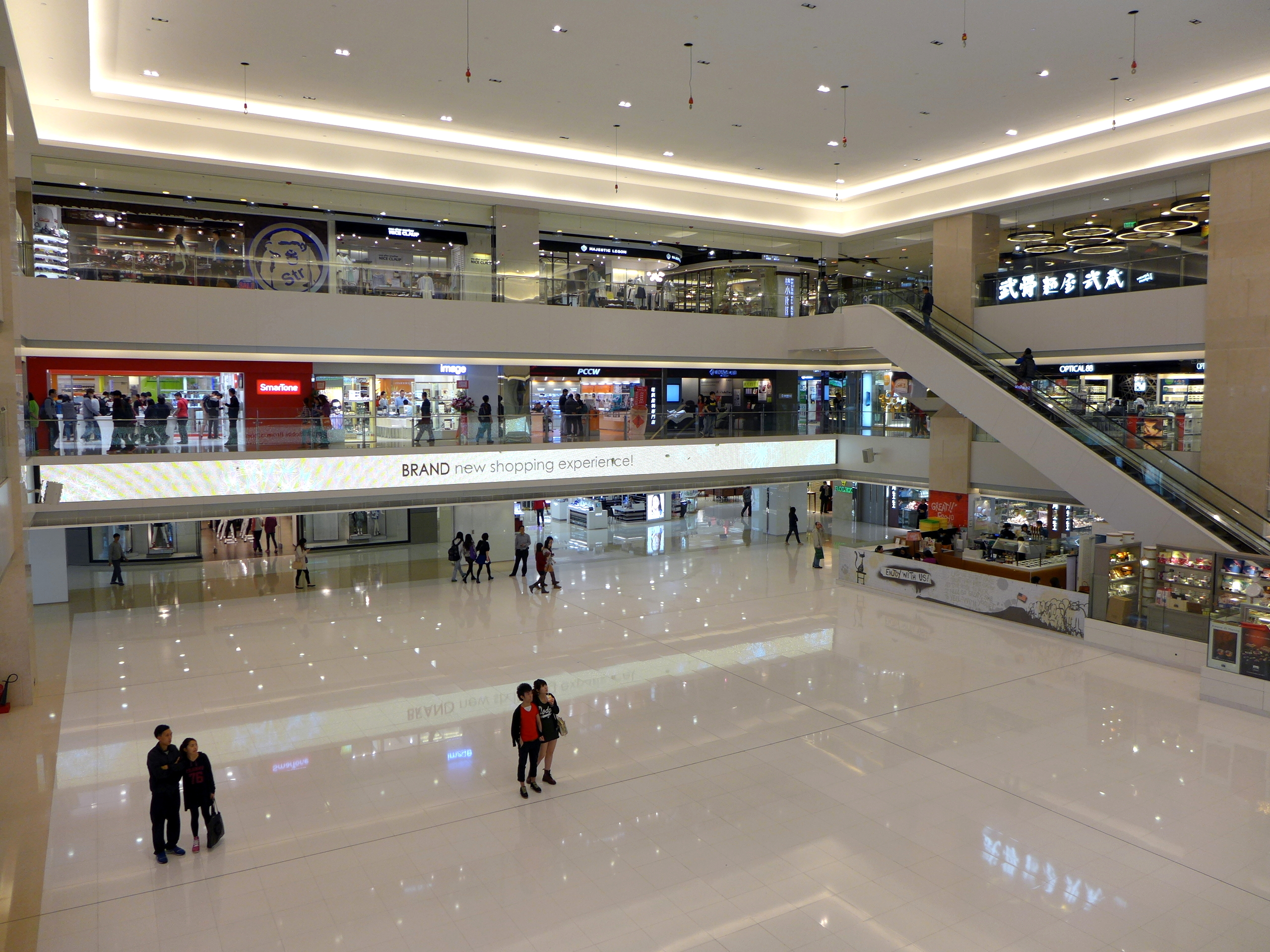
屯門市廣場
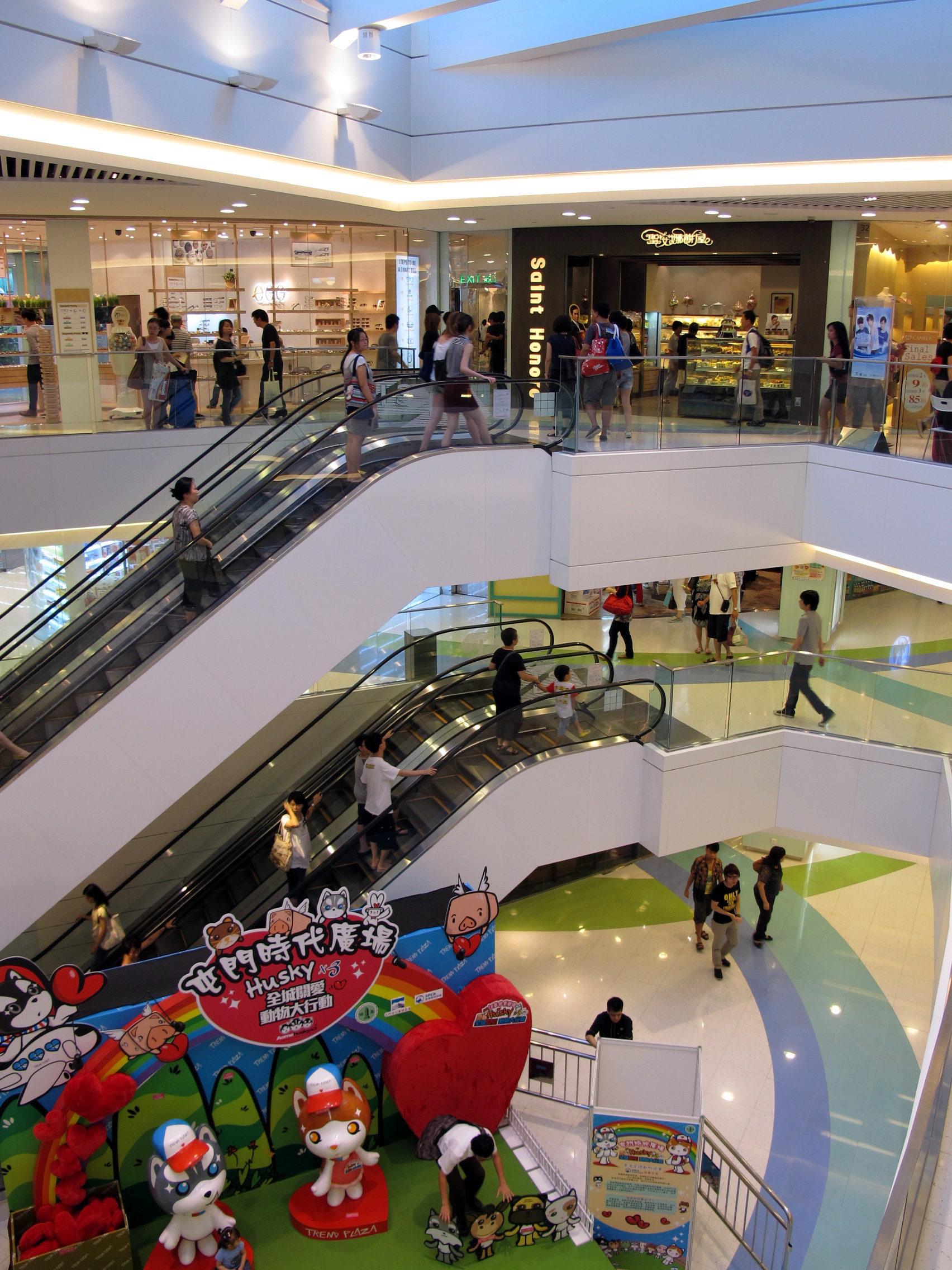
屯門時代廣場
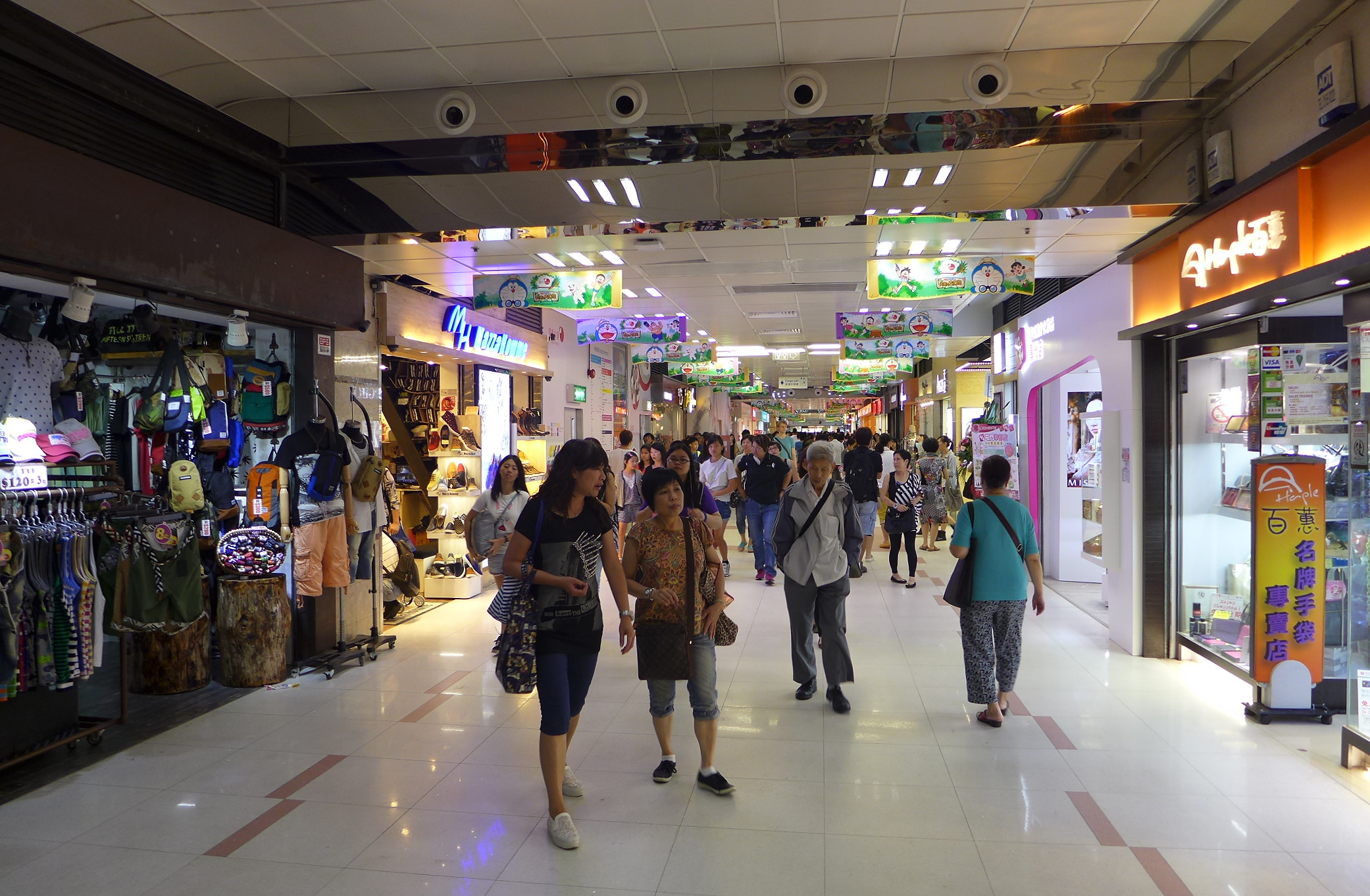
華都商場
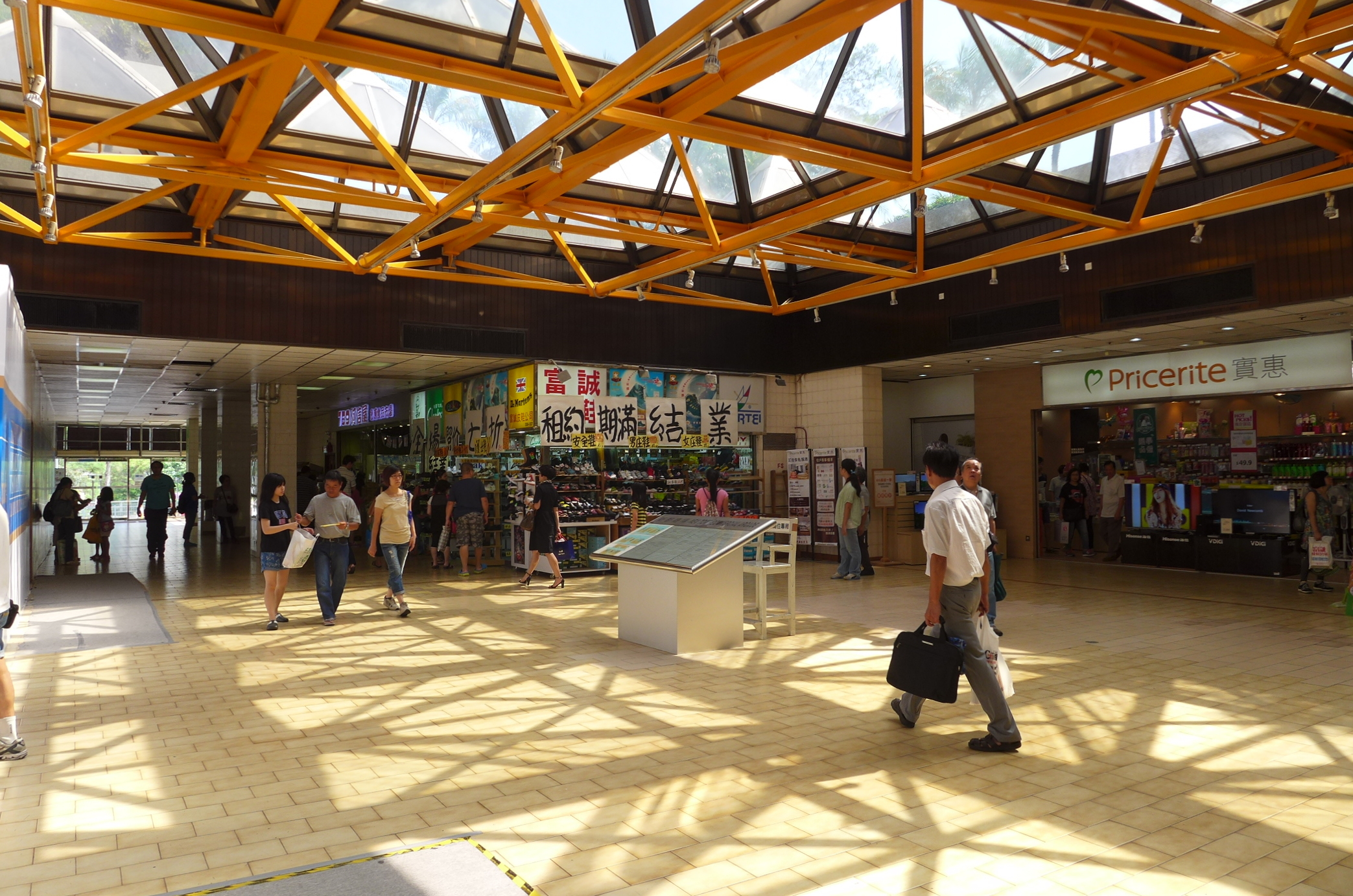
翻新前的新都商場
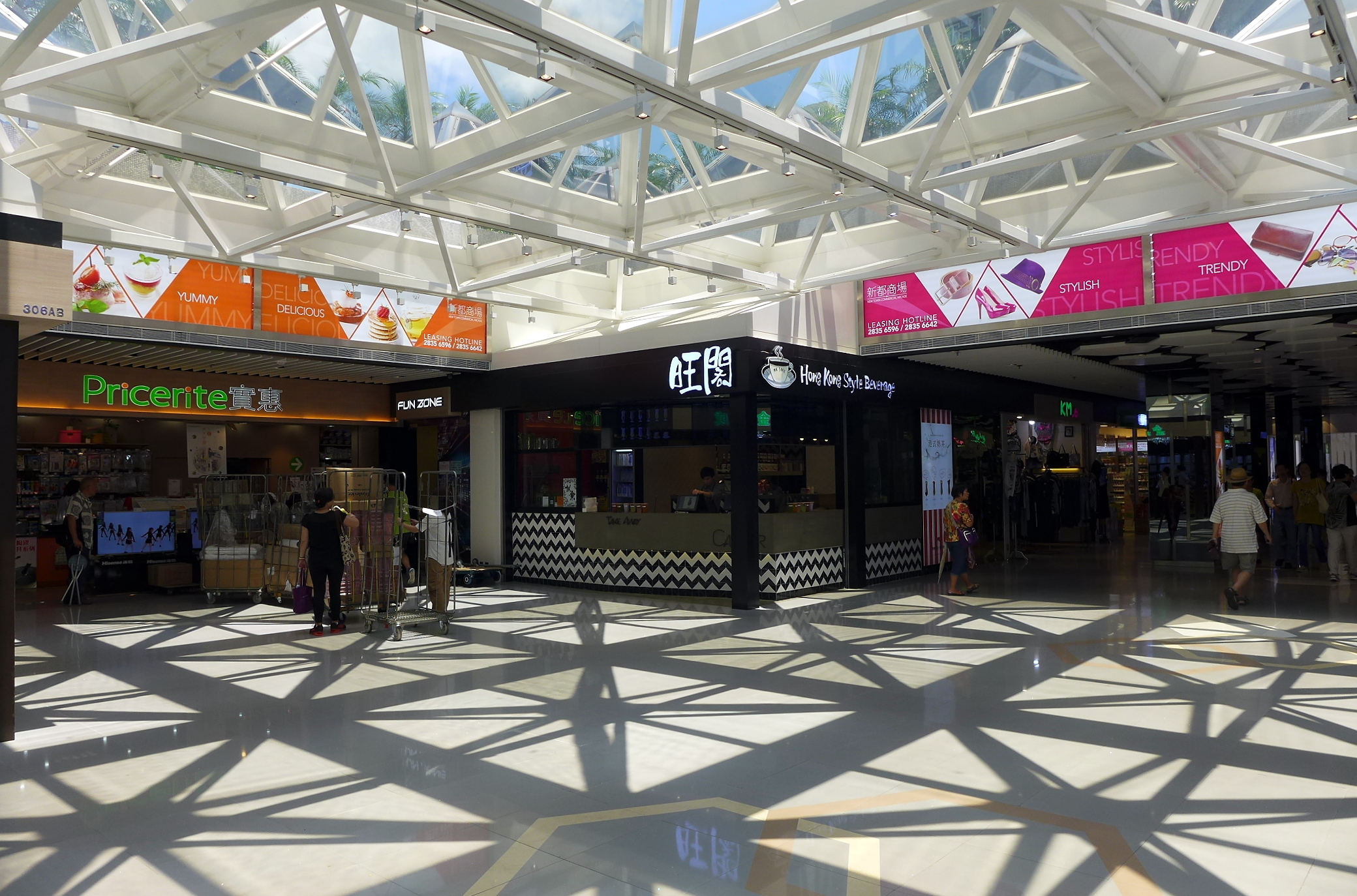
翻新後的新都商場

### 公共房屋
市中心以南的公共房屋羣：
- 友愛邨
- 安定邨連同居屋兆安苑
- 顯發邨

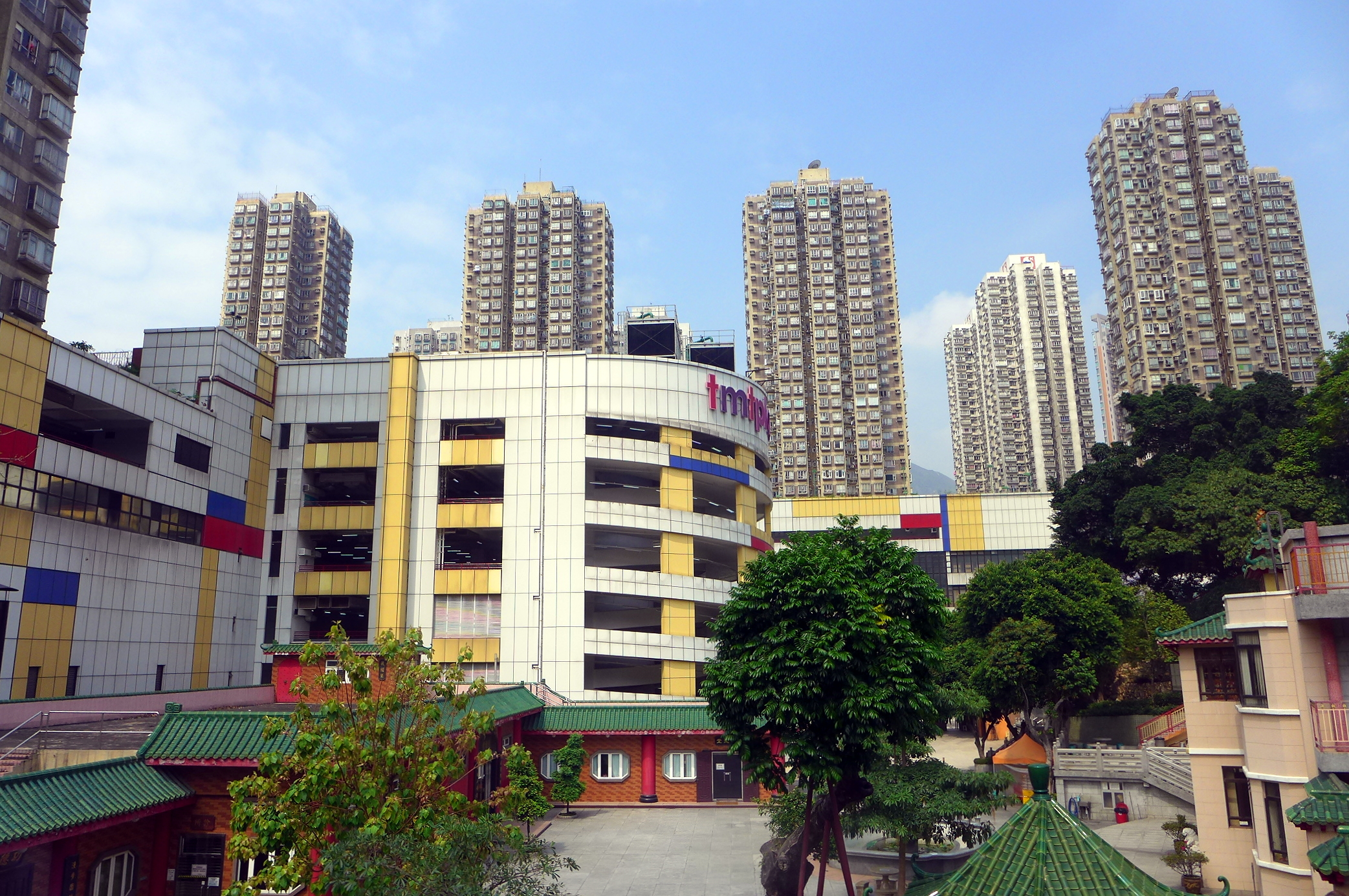
屯門市廣場
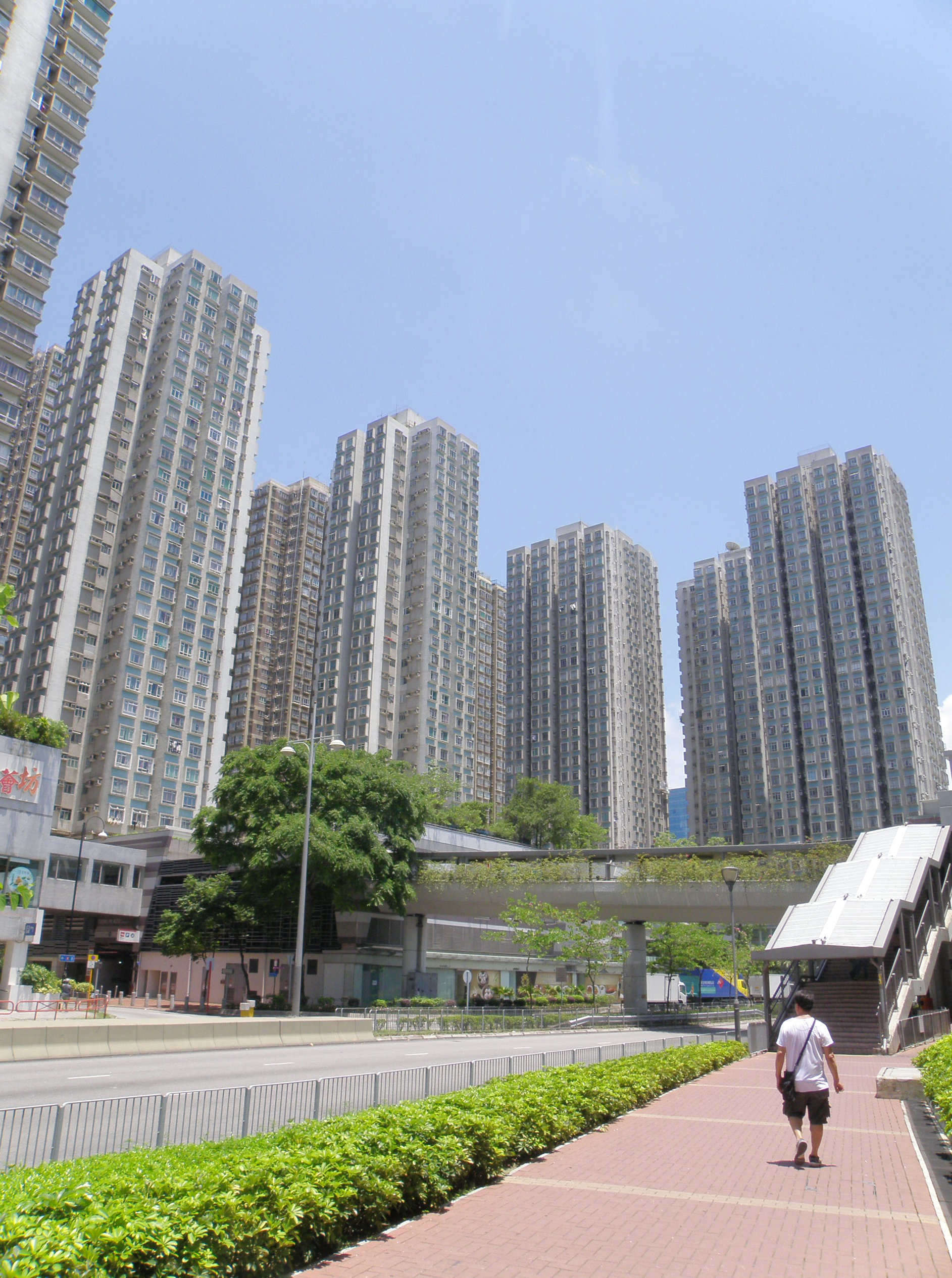
屯門時代廣場
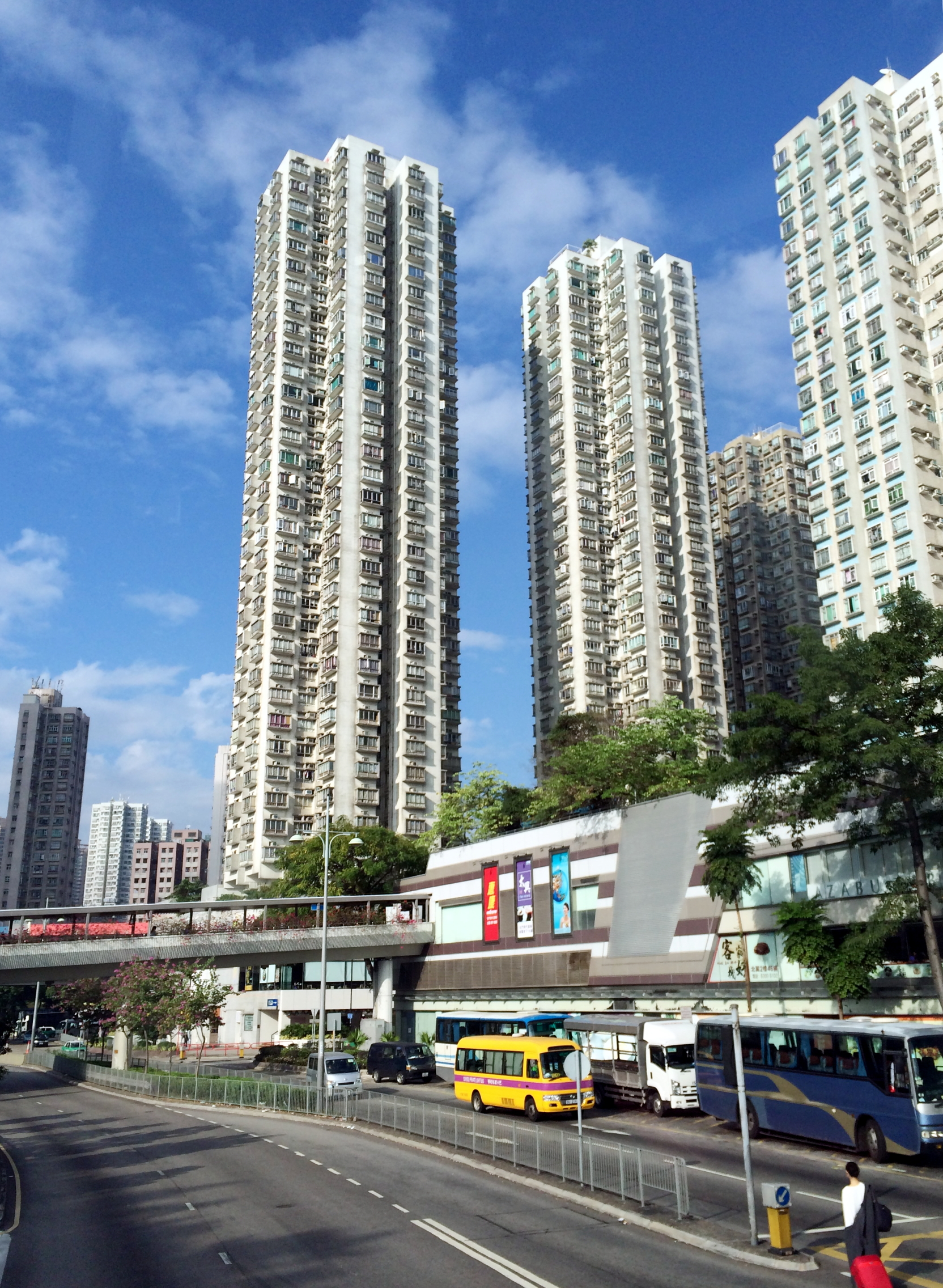
錦華花園
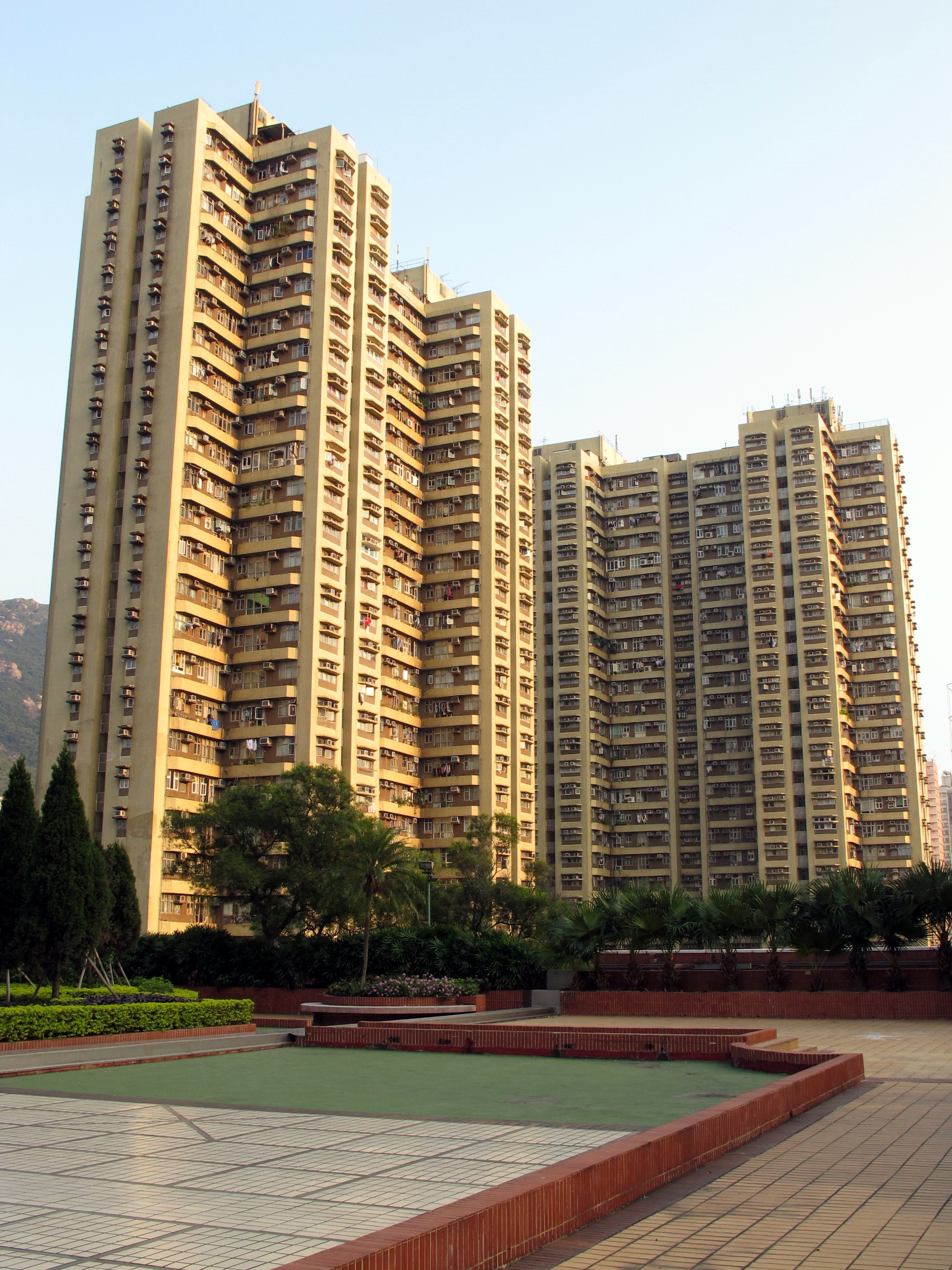
華都花園
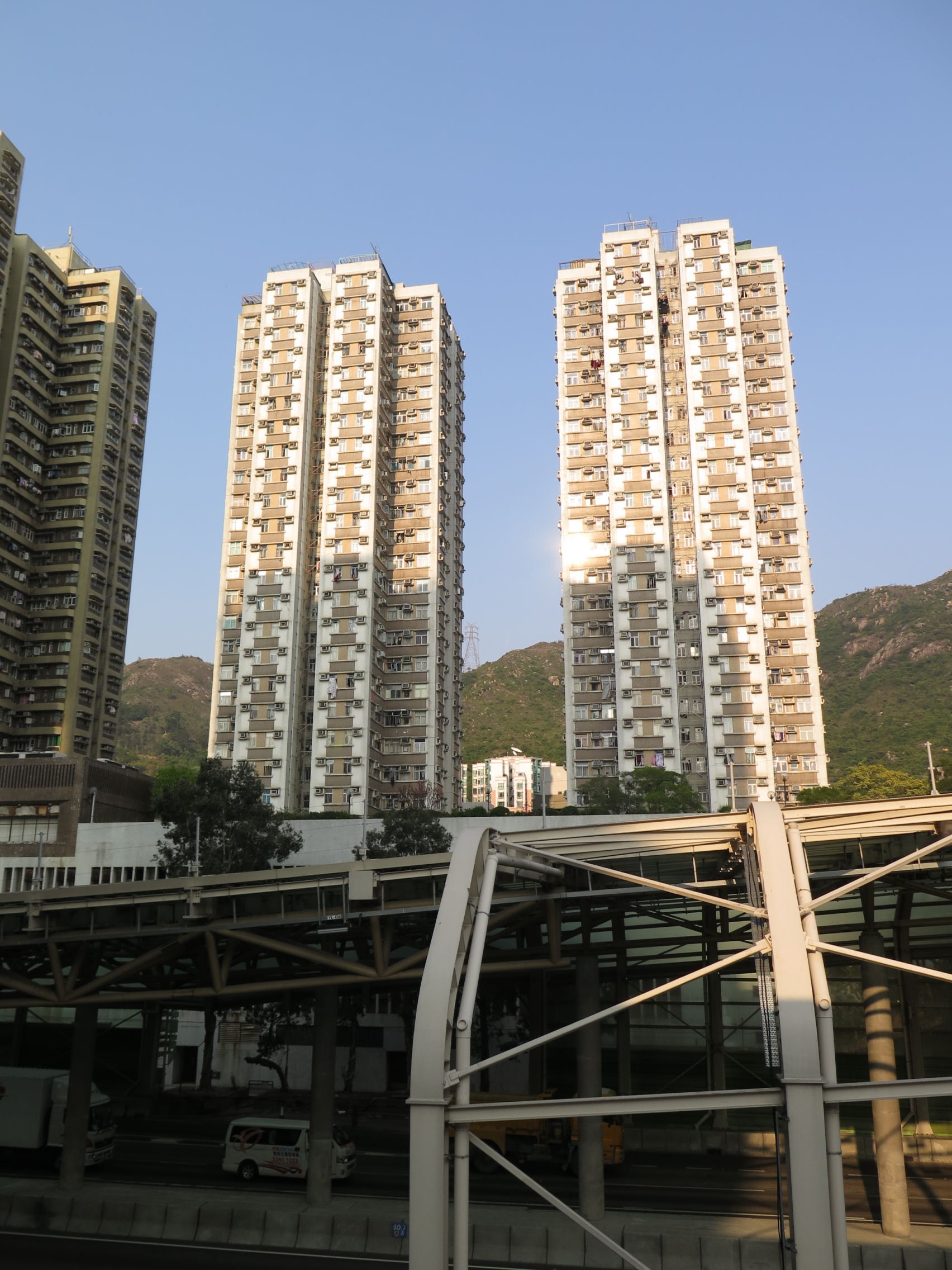
新都大廈

### 「置樂住宅區」
「置樂住宅區」是市中心東南面的商住區：北面規劃與紅橋相似，有多座1980年代建成的單幢洋樓住宅；南面則是以置樂花園為首，以屋苑為主的區域。商業以街舖為主，亦有不少樓宇基座設有商場，但大部份業權分散；區內有屯門兩個公共街市之一的「仁愛街市」

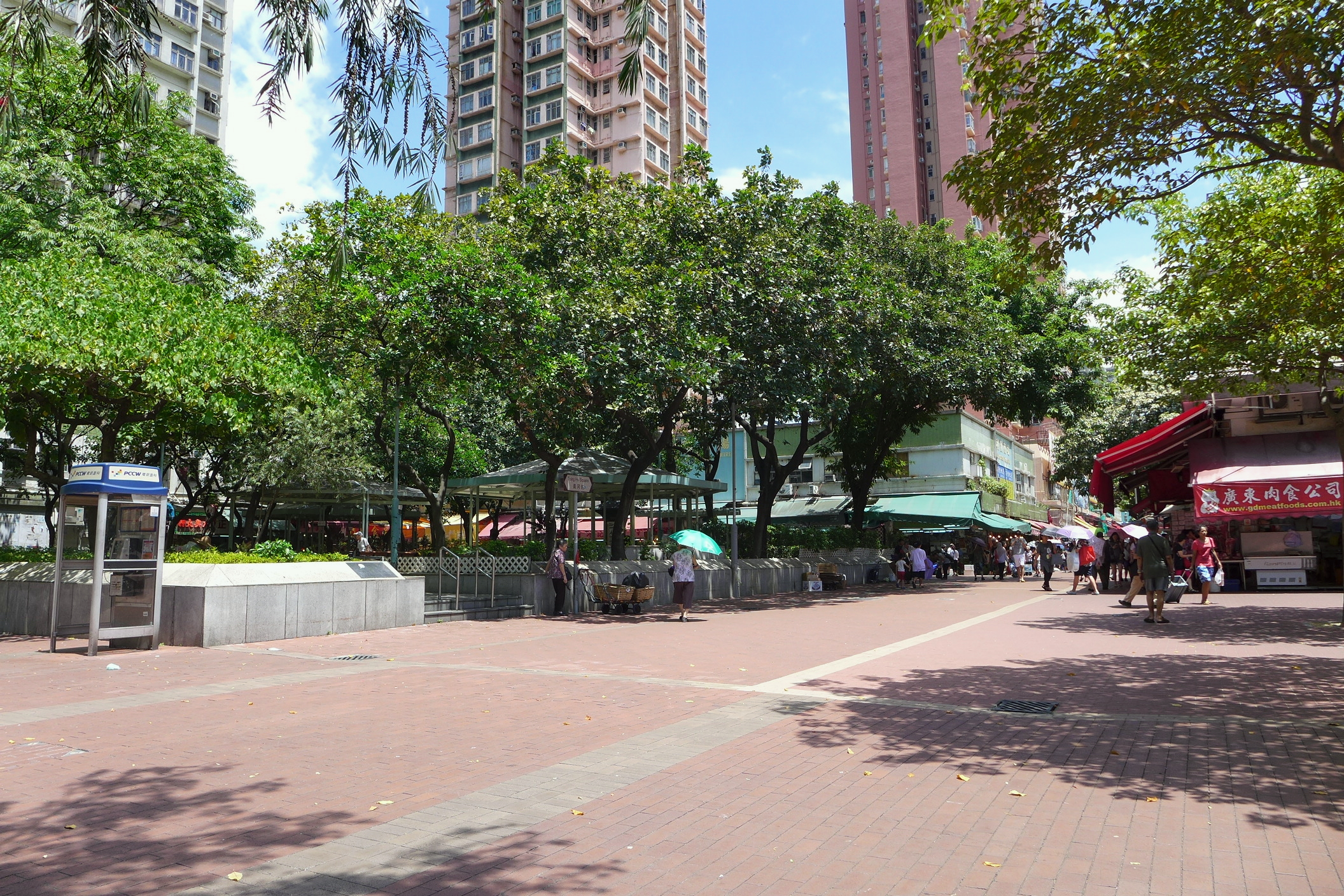
「置樂住宅區」，青山坊地面設多類型商舖

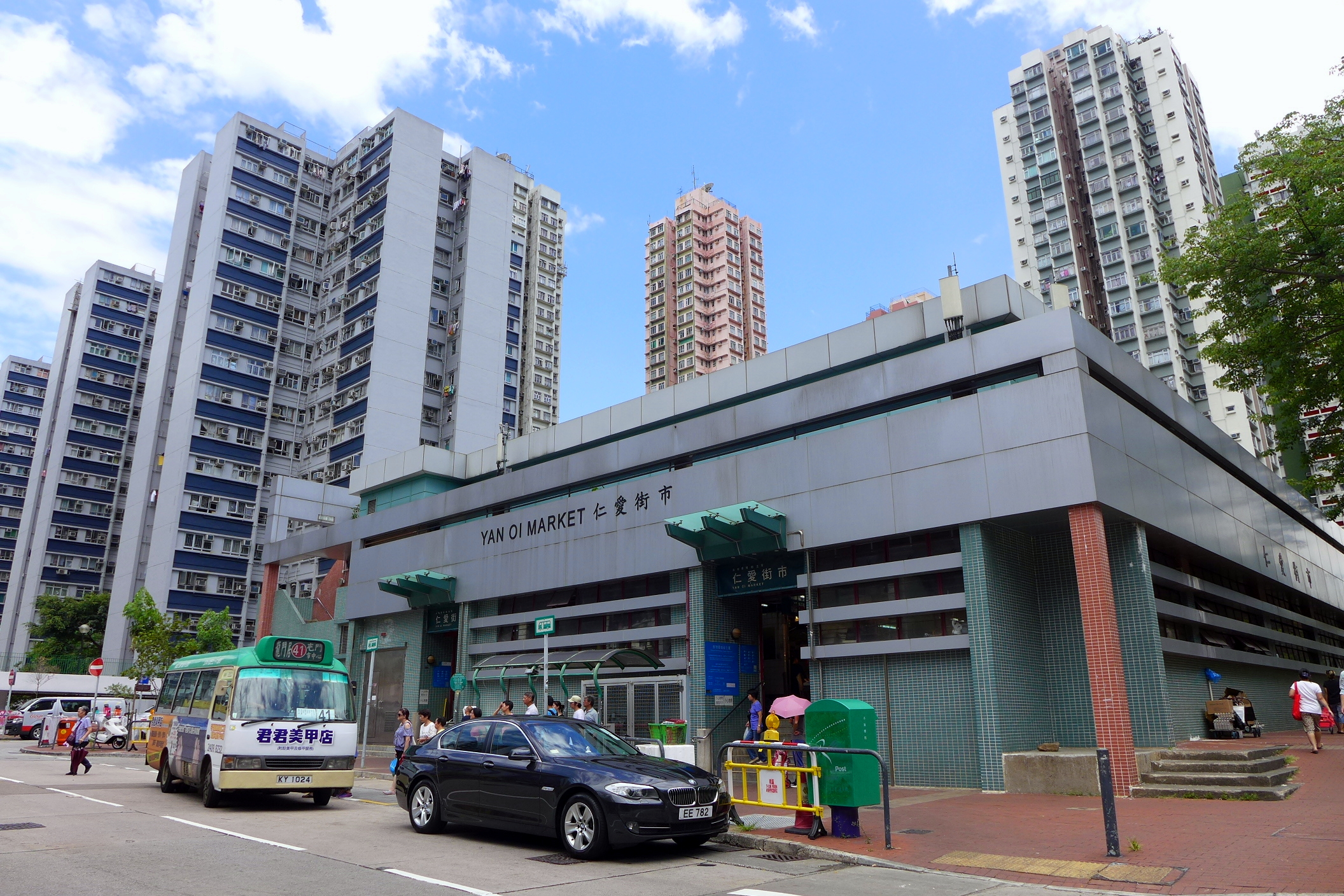
仁愛街市

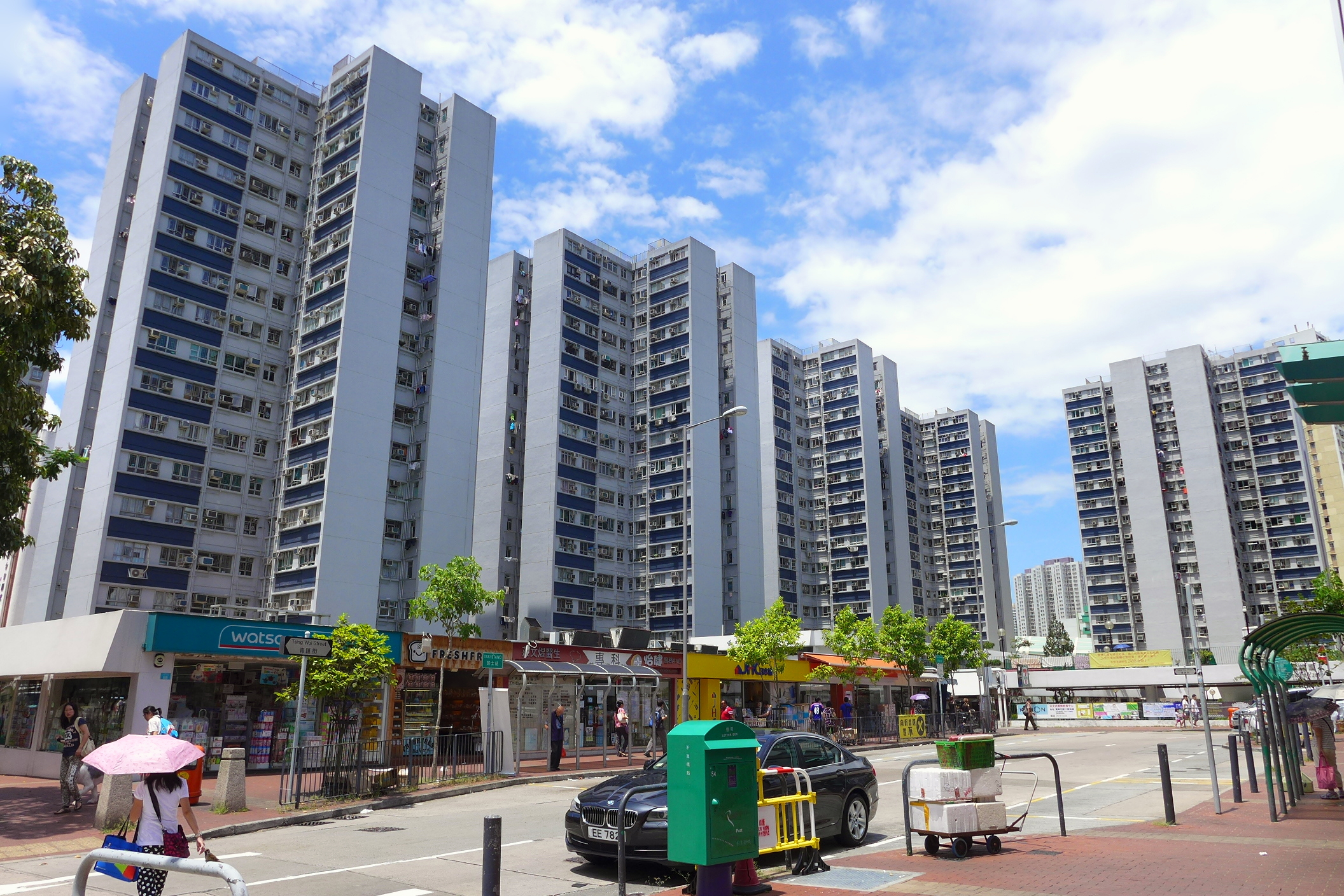
置樂花園
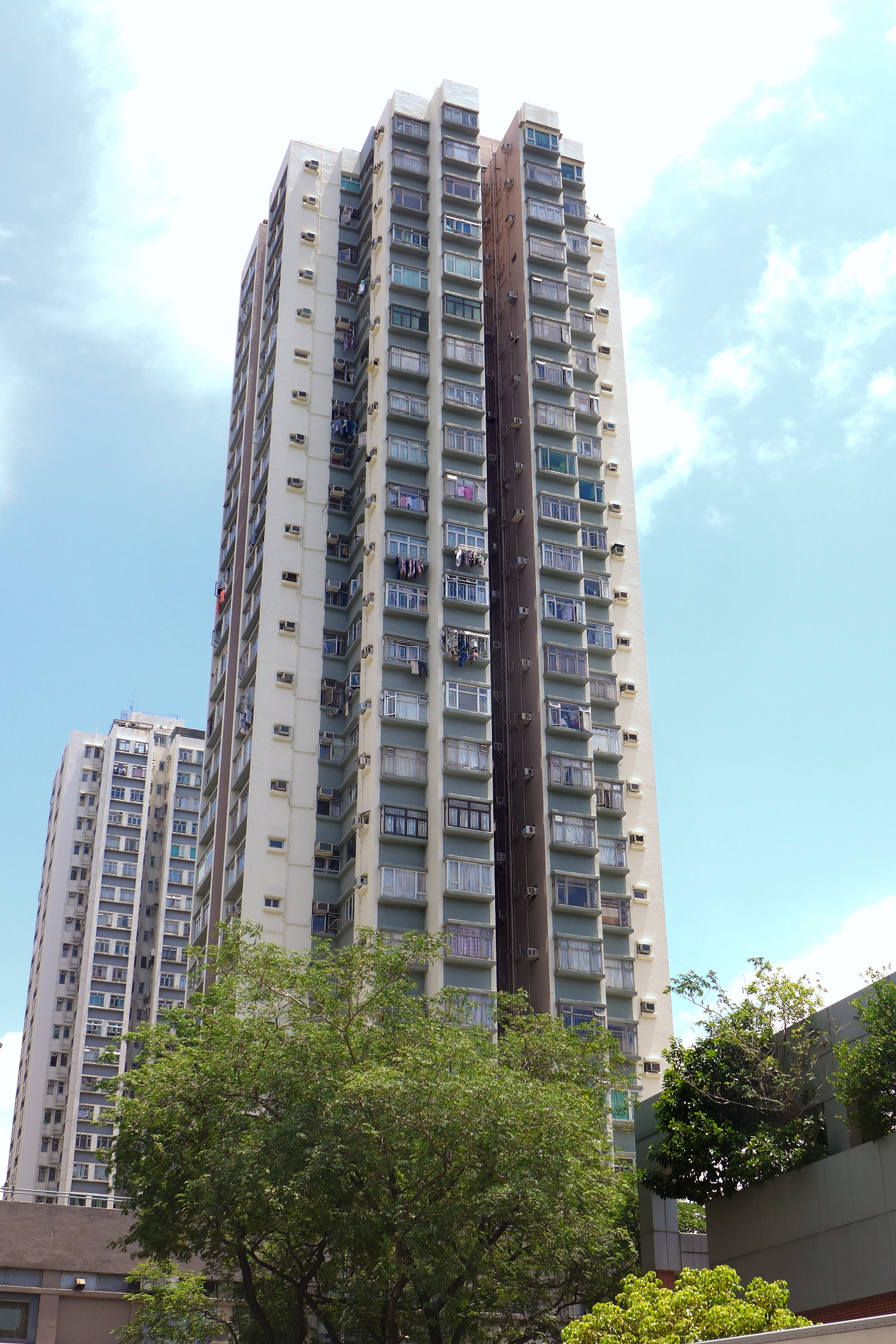
嘉喜利大廈
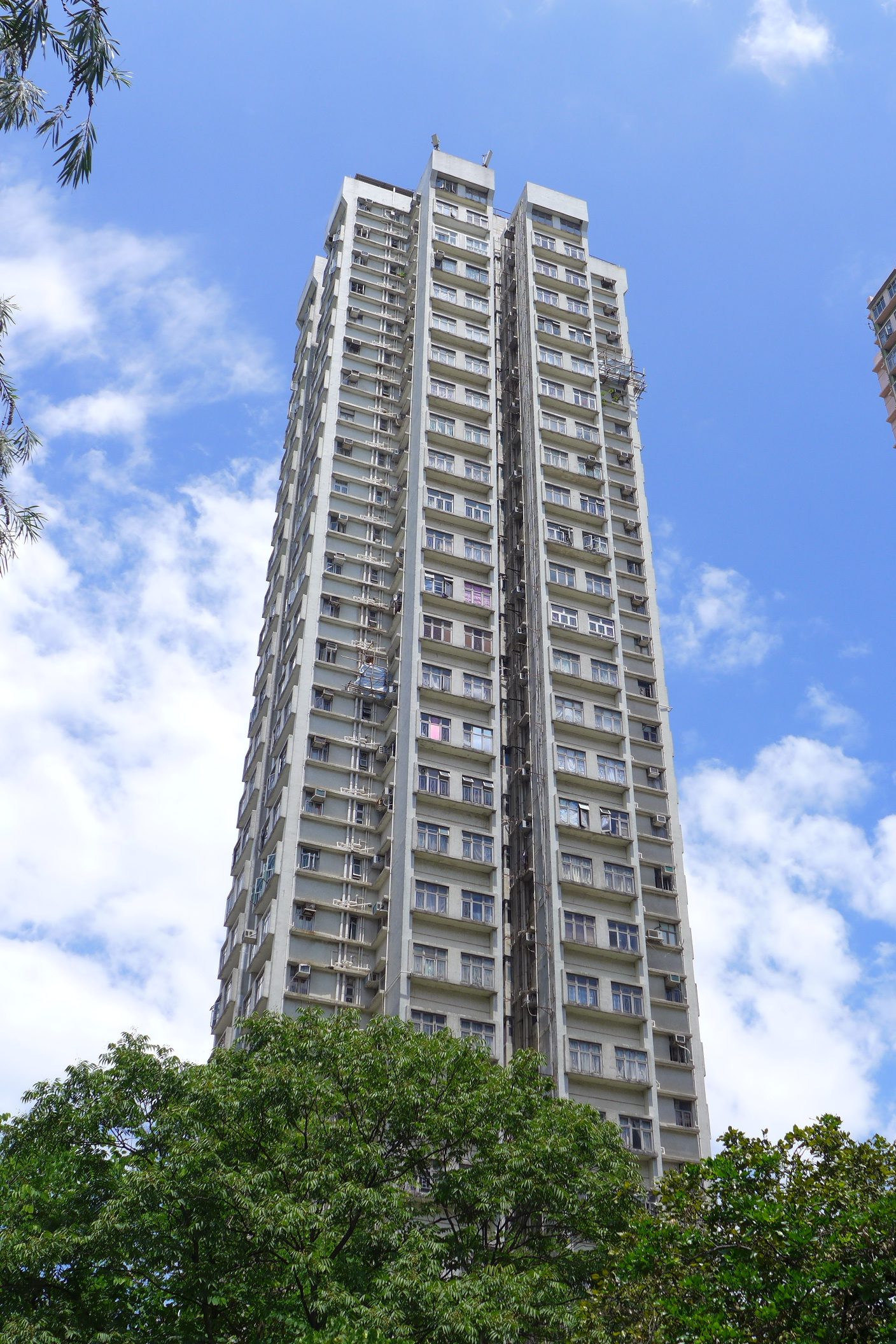
麗寶大廈
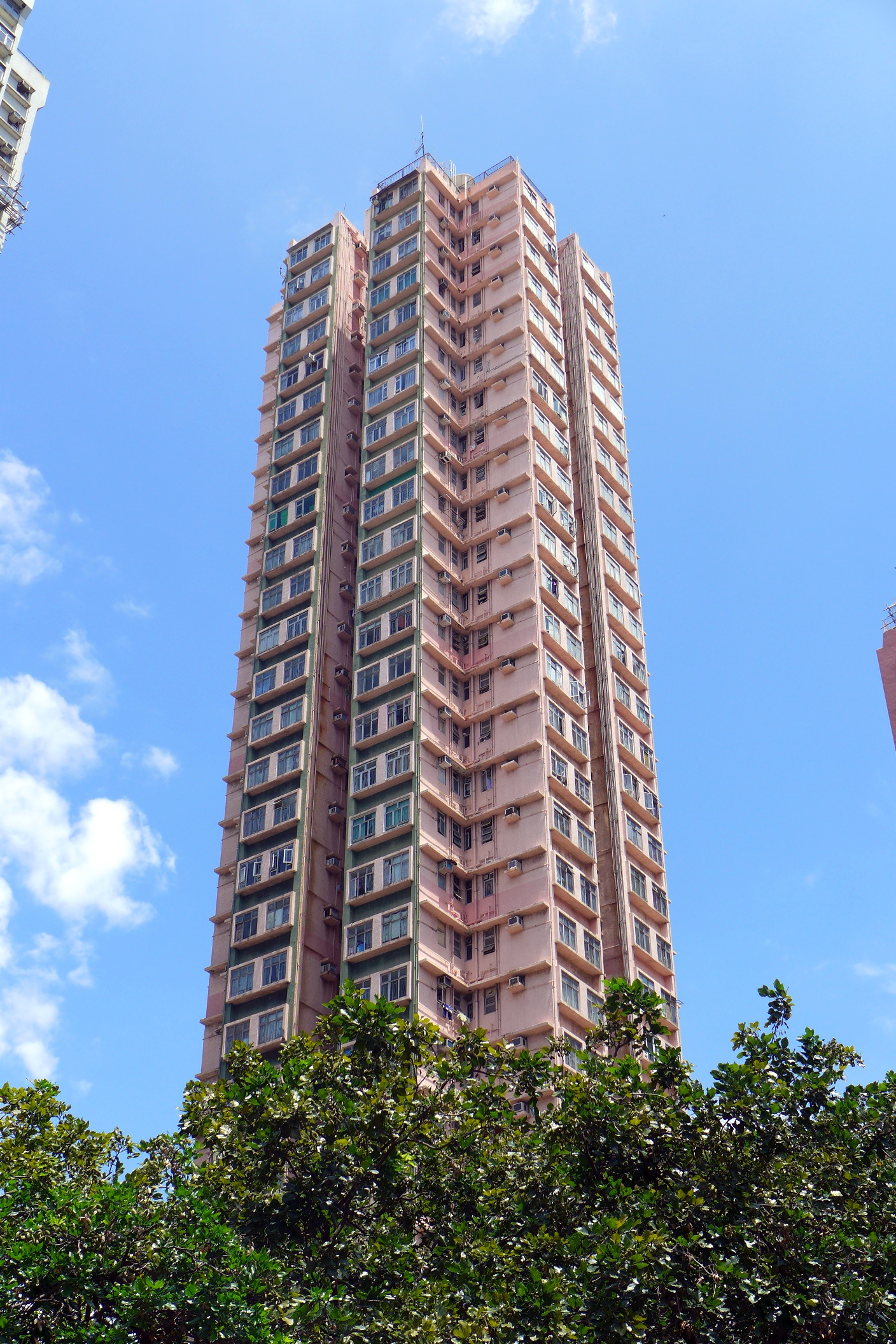
利寶大廈
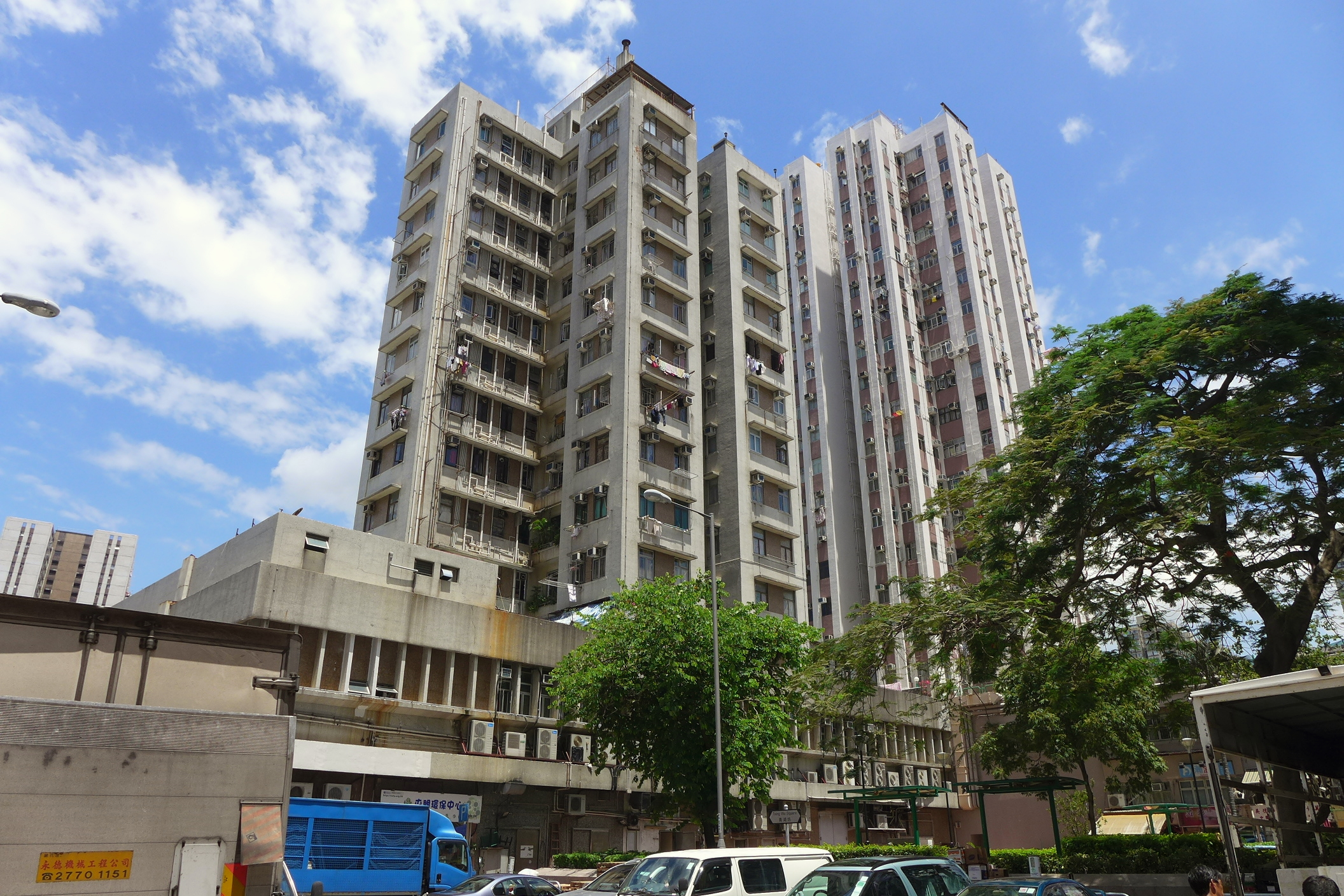
新景大廈及屯門花園

- 怡峰園
- 恆順園
- 冠峰園
- 凱德花園
- 恆豐園
- 錦暉花園
- 彩華花園
- 龍成花園
- 康景花園

- 置樂花園
- 嘉喜利大廈
- 麗寶大廈
- 利寶大廈
- 新景大廈及屯門花園

## 廟宇
屯門市廣場一期旁設屯門善慶洞，又名：「善慶古洞」，由香港道德會營運。

## 交通
市中心連接其他地方的主要交通設施為輕鐵市中心站和屯門市中心巴士總站；以行人天橋亦可到達屯馬綫的屯門站。「置樂住宅區」一帶交通服務則以青山公路－青山灣段為主。

## 區議會議席分佈
為方便比較，以下列表以屯門河以東海榮路以北杯渡路以南，包括屯門鄉事會路、青山公路－青山灣段沿線地區為範圍。
| 年度/範圍                                                              | 2000-2003                | 2004-2007                | 2008-2011                  | 2012-2015                  | 2016-2019                  | 2020-2023                  | 2024-2027  |
| ---------------------------------------------------------------------- | ------------------------ | ------------------------ | -------------------------- | -------------------------- | -------------------------- | -------------------------- | ---------- |
| 豐景園、翠寧花園、南浪海灣及嘉悅半島                                   | 翠福選區                 | 分散在兆翠及恆福選區     | 分散在兆翠選區及友愛北選區 | 分散在兆翠選區及友愛北選區 | 分散在兆翠選區及友愛北選區 | 分散在兆翠選區及友愛北選區 | 屯門東選區 |
| 兆麟苑                                                                 | 兆麟選區                 | 分散在兆翠及安定選區     | 分散在兆翠及安定選區       | 分散在兆翠及安定選區       | 分散在兆翠及安定選區       | 分散在兆翠及安定選區       | 屯門東選區 |
| 友愛邨                                                                 | 友愛南及友愛北選區       | 友愛南及友愛北選區       | 友愛南及友愛北選區         | 友愛南及友愛北選區         | 友愛南及友愛北選區         | 友愛南及友愛北選區         | 屯門東選區 |
| 安定邨及兆安苑                                                         | 安定選區及兆置選區一部分 | 安定選區及兆置選區一部分 | 安定選區及兆置選區一部分   | 安定選區及兆置選區一部分   | 安定選區及兆置選區一部分   | 安定選區及兆置選區一部分   | 屯門東選區 |
| 海榮路以北、屯興路以南、青山公路－青山灣段沿線(包括置樂花園)           | 兆置選區及恒順選區       | 兆置選區                 | 兆置選區                   | 兆置選區                   | 兆置選區                   | 兆置選區                   | 屯門東選區 |
| 屯興路以北、杯渡路以南(包括屯門大會堂、屯門公共圖書館、屯門中央郵政局) | 屯門市中心選區           | 屯門市中心選區           | 屯門市中心選區             | 屯門市中心選區             | 屯門市中心選區             | 屯門市中心選區             | 屯門東選區 |

註：以上主要範圍尚有其他細微調整（包括編號），請參閱有關區議會選舉選區分界地圖及條目。

## 另見
- 屯門新墟

## 資料來源
1. ↑  另一個是新墟的「新墟街市」；而位於紅橋的「廣財街市」現已拆卸
2. ↑  .   [2017-01-01]. （原始内容存档于2016-10-02）.
3. ↑  .   [2017-01-01]. （原始内容存档于2017-02-02）.
4. ↑  .   [2017-01-01]. （原始内容存档于2016-12-29）.
5. ↑  .   [2017-01-01]. （原始内容存档于2017-01-28）.
6. ↑  銅鑼灣波斯富街　＞　屯門及元朗 的存檔，存档日期2016-10-02.